# Lennart Poettering

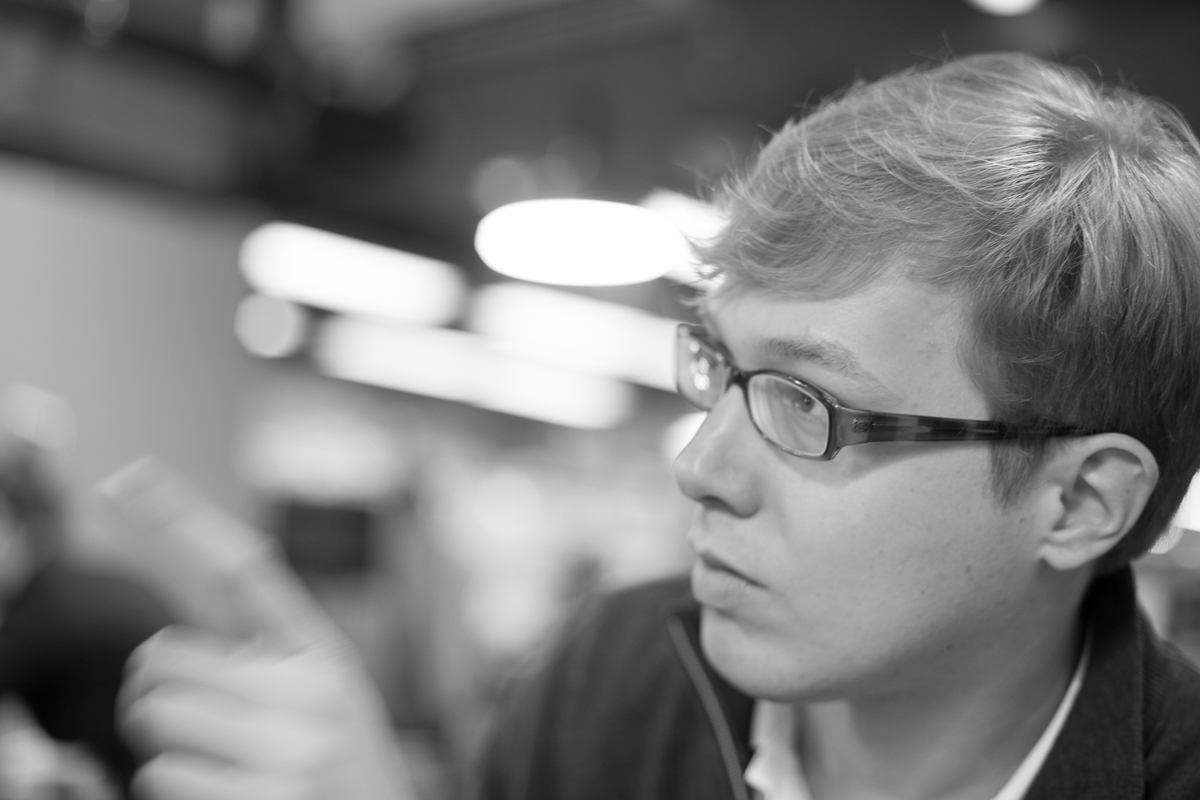
Lennart Poettering (2012)

Lennart Poettering (* 15. Oktober 1980 in Guatemala-Stadt) ist ein deutscher Freie-Software-Entwickler, bekannt für das Design der PulseAudio-cross-platform-Sound-Middleware, systemd, einen Ersatz für den System V init daemon, und die Avahi-zeroconf-Implementierung.

## Leben
Lennart Poettering wurde 1980 in Guatemala-Stadt geboren und wuchs in Rio de Janeiro auf. Als er 12 Jahre alt war, zog die Familie nach Hamburg.
Poettering studierte Informatik an der Universität Hamburg. Er lebt mit seiner Familie in Berlin.

## Arbeit
Lennart Poettering war bis Anfang Juli 2022 bei Red Hat angestellt, am 6. Juli wurde bekannt, dass der Entwickler künftig bei Microsoft angestellt ist. Er arbeitet vor allem an Technologien für den Linux-Desktop. Poettering ist Initiator, Entwickler und Maintainer einiger Free-Software-Projekte; 2004 begann er die Entwicklung von PulseAudio als cross-platform Sound-Middleware, um 2005 mit Avahi und 2010 mit systemd. Poettering ist bekannt dafür, auch vor kontroversen Designentscheidungen nicht zurückzuschrecken, 2011 beispielsweise verteidigte er das Inkompatibelwerden von Linux mit BSD-Betriebssystemen durch systemd. Auch plädierte er auf der GUADEC 2012, einer Gnome-Entwickler-Konferenz, für eine Vereinheitlichung des Linux-Desktops durch ein Abgehen von distributionsspezifischen Lösungen.
Im Januar 2014 stellte Poettering mit Kdbus eine Implementierung des D-Bus-Protokolls auf Ebene des Linux-Kernels vor.

## nfoscr3am-Hack
Laut seiner eigenen Aussage im CRE-Podcast in der Folge CRE209 war er an dem nfoscr3am-Hack in Hamburg beteiligt. Dabei wurden die Infoscreen-Displays in der Hamburger U-Bahn manipuliert, sodass auf den Displays durch den Angreifer bereitgestellte Daten angezeigt werden konnten. Der Hack wurde ursprünglich von der Hamburger Morgenpost veröffentlicht und wurde durch weitere Presseberichte einem breiteren Publikum bekannt.

## Auszeichnungen
- 2017: Pwnie Award für "Lamest Vendor Response"[20]
- 1998: Jugend Forscht[21][22]